# Ancrene Wisse
Ancrene Wisse (Handbuch für Einsiedlerinnen; auch Ancrene Riwle, Regel für Einsiedlerinnen) ist ein mittelenglischer Text (mit diversen eingestreuten lateinischen Sätzen und Phrasen) aus den englischen Midlands, gerichtet an religiöse Einsiedlerinnen, sogenannte 'anchorites' (englisch, Anachoretinnen, im Sinne von Reklusin), die sich nach damaligem Brauch in eine Zelle in der Wand einer Dorfkirche einmauern ließen und bis zum Ende ihres Lebens nur noch durch ein kleines Fenster und eine Magd mit der Außenwelt in Kontakt traten; nach ihrem Tod wurden sie meist auch in der Zelle beigesetzt. Diese Lebensweise stellt eine extreme Form des bereits von den Pionieren des christlichen Mönchtums hochgepriesenen Prinzips der festen Ortsbindung dar.
Der Text wurde zu Beginn des 13. Jahrhunderts verfasst. Überliefert ist er in einigen mittelenglischen Handschriften sowie in mehreren Übersetzungen in die mittelfranzösische Sprache der damaligen normannischen Oberschicht in England, sowie in die lateinische Sprache von Kirche und Wissenschaft. Insgesamt sind, in allen drei Sprachen zusammen, siebzehn Handschriften erhalten, die den Text oder einen Teil desselben enthalten. Zwar handelt es sich nach heutigem Wissensstand bei keiner der Handschriften um das Original, jedoch sind mehrere schon in der Mitte des 13. Jahrhunderts niedergeschrieben worden.
Neben seiner Bedeutung für die Erforschung der mittelalterlichen Spiritualität ist der Text ist auch von großer Bedeutung für die Erforschung der mittelenglischen Sprache in einer frühen Sprachform und ihrer Entwicklung aus dem Altenglischen, da nur wenige mittelenglische Texte aus der Zeit vor dem späten 14. Jahrhundert erhalten blieben.
Die aufgrund ihrer unverfälschten Sprache bedeutendste Handschrift ist Corpus Christi College, Cambridge, MS 402. Eine Ausgabe dieses Manuskripts veröffentlichte J. R. R. Tolkien 1962 als Ancrene Wisse: The English Text of the Ancrene Riwle.
1929 zeigte Tolkien in seinem einflussreichen Aufsatz Ancrene Wisse and Hali Meiðhad, dass die Sprache im Corpus-Christi-Manuskript identisch ist mit der in der wichtigsten Handschrift der Katherine Group, MS Bodley 34.